# Rua do Guarda-Mor (Lisboa)
La Rua do Guarda-Mor es una calle en Lisboa, Portugal, que perteneció a la  parroquia de Santos-o-Velho. Después de la Reforma Administrativa de Lisboa de 2012, la calle ahora pertenece a la parroquia de Estrela, que se ha creado hace poco.

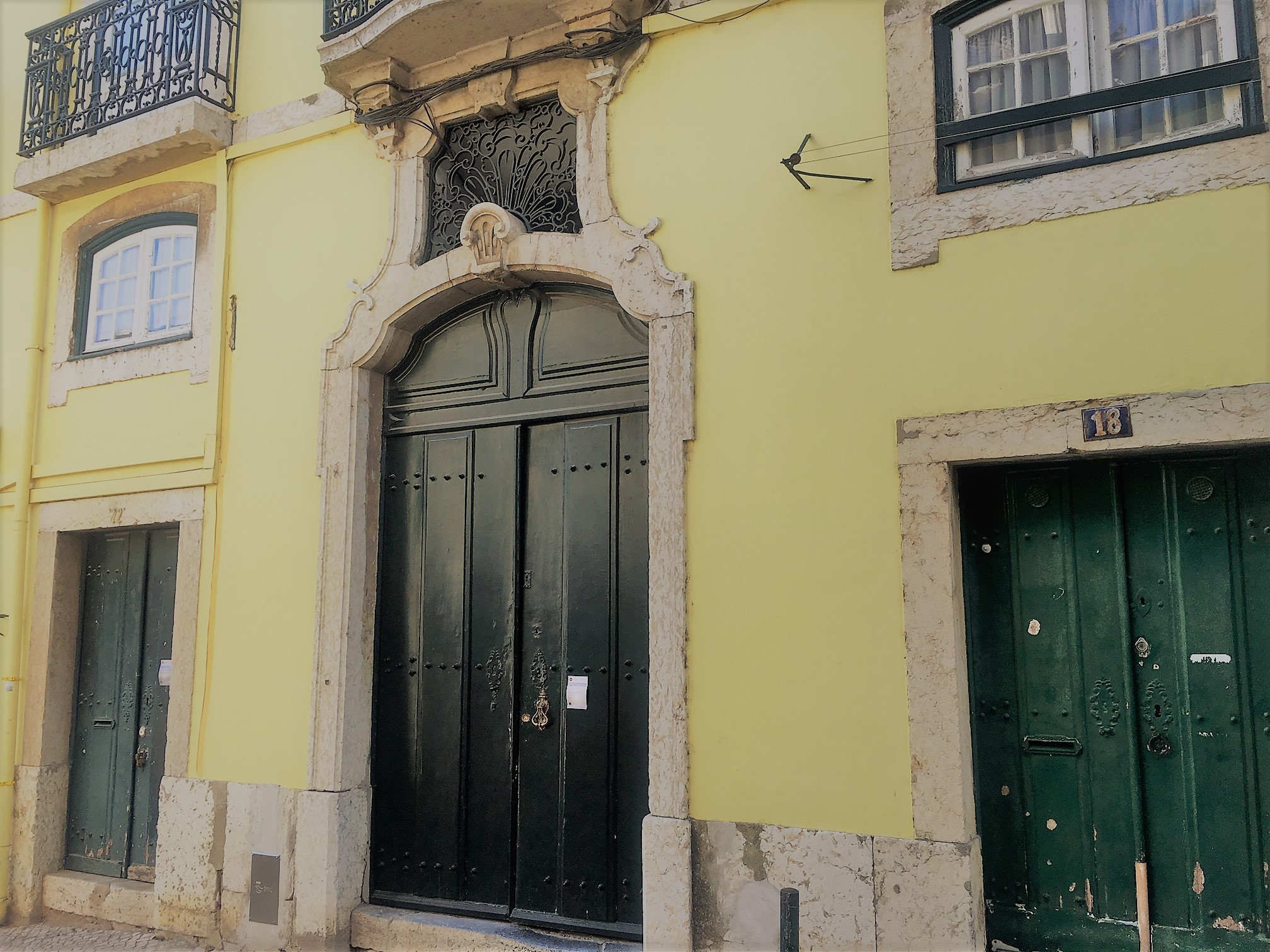
Rua do Guarda-Mor 20

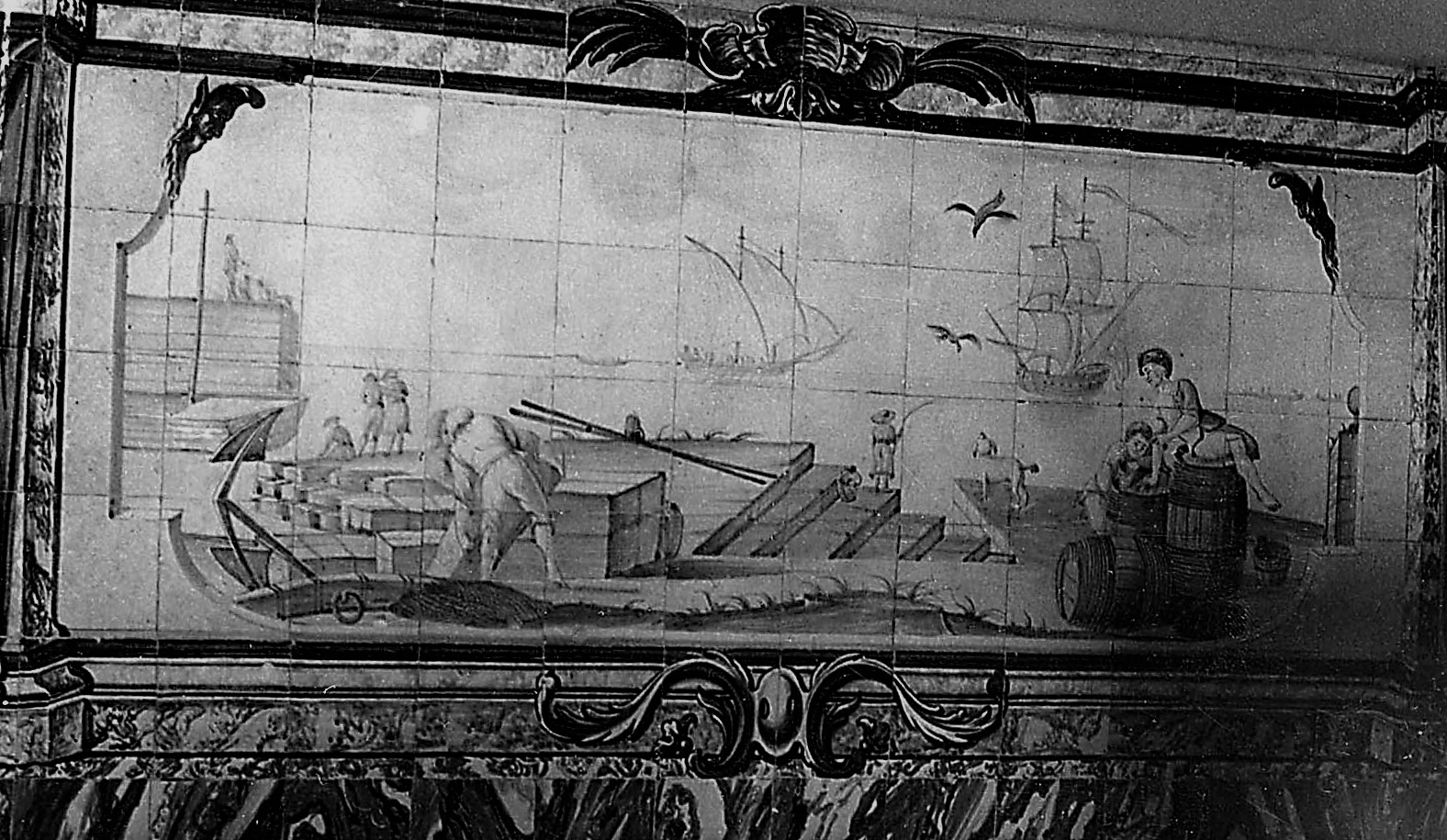
Rua do Guarda-Mor 20, 2°, adorno de azulejos

## Historia
Ya en 1565, la calle aparece como Rua do Guarda-Mor de Alfandega en el Livro do Lançamento.  Bernardo Gomes de Brito se refiere a ella como una arteria principal de la Lisboa del siglo XVI. La calle se extendió para incluir la Travessa da Palha con el Aviso del Gobierno Civil de Lisboa de 1859.

## Toponimia
El nombre de la calle deriva del noble Manuel de Sande, Guarda-Mor da Alfandega, que vivió allí junto con su mujer y su hija. Murió allí el 6 de marzo de 1603.

## Edificios particulares
- N.º 42-44: una decoración que data de finales del siglo XVIII y que consiste en azulejos que decoran las paredes del edificio. El adorno representa la figura de Nuestra Señora de la Peña de Francia con el niño Jesús en el brazo izquierdo y un cetro en la mano derecha.[5]
- N.º 39-43: João de Sousa Pinto de Magalhes vivió y murió en este edificio el 1 de mayo de 1863.[2]
- N.º 20: este edificio es uno de los pocos edificios de esta zona que sobrevivió al terremoto de 1755. En su segundo piso, todavía se conserva un gran adorno de azulejos.[6]

## Imágenes
| Rua do Guarda-Mor | Rua do Guarda-Mor 42 | Nuestra Señora de la Peña de Francia |
| ----------------- | -------------------- | ------------------------------------ |
|                   |                      |                                      |